# Экспромт (фильм)
«Экспромт» (англ. Impromptu) — франко-британский кинофильм.

## Сюжет
Экстравагантная особа Аврора Дюпен (в замужестве Дюдеван), романистка, известная в литературной среде под псевдонимом Жорж Санд, влюблена в музыку композитора Фредерика Шопена. На приёме в загородном доме герцогини д’Антан Авроре предстоит встретиться не только с Шопеном, но и со многими старыми знакомыми.

## В ролях
- Джуди Дэвис — Жорж Санд
- Хью Грант — Фредерик Шопен
- Джулиан Сэндс — Франц Лист
- Мэнди Патинкин — Альфред де Мюссе
- Бернадетт Питерс — Мари д’Агу
- Ральф Браун — Эжен Делакруа
- Эмма Томпсон — герцогиня д’Антан
- Антон Роджерс — герцог д’Антан
- Элизабет Сприггс — баронесса Лажински
- Люси Спид — Орора в молодости

## Награды и номинации
Перечень наград и номинаций — на сайте IMDB.
| Год  | Премия          | Категория                         | Имя          | Результат |
| ---- | --------------- | --------------------------------- | ------------ | --------- |
| 1992 | Независимый дух | Лучшая женская роль               | Джуди Дэвис  | Победа    |
| 1992 | Независимый дух | Лучшая женская роль второго плана | Эмма Томпсон | Номинация |